# Ostróg (stacja kolejowa)
Ostróg (ukr. Острог, ros. Острог) – stacja kolejowa w miejscowości Ożenin, w rejonie rówieńskim, w obwodzie rówieńskim, na Ukrainie. Nazwa pochodzi od miasta rejonowego Ostróg.
Stacja powstała w 1873 na linii kolei kijowsko-brzeskiej. Do lat 30. XX wieku nosiła nazwę Ożenin